# Finn Schiander
Finn Schiander (ur. 7 maja 1889 w Oslo, zm. 7 czerwca 1967 w Ringsaker) – norweski żeglarz, olimpijczyk, zdobywca srebrnego medalu w regatach na Letnich Igrzyskach Olimpijskich w 1920 roku w Antwerpii.
Na Letnich Igrzyskach Olimpijskich 1920 zdobył srebro w żeglarskiej klasie 8 metrów (formuła 1919). Załogę jachtu Lyn tworzyli również Jens Salvesen, Nils Thomas, Ralph Tschudi i Lauritz Schmidt.